# 39300 Auyeungsungfan
39300 Auyeungsungfan este o planetă minoră (asteroid) din centura de asteroizi. A fost descoperită pe 30 aprilie 2001 la Desert Beaver Observatory⁠(d) de William Kwong Yu Yeung. 
Obiectul prezintă o orbită caracterizată de o semiaxă mare de 2,3494489 UAi, o excentricitate de 0,09, o înclinație de 6,0716 ° în raport cu ecliptica.